# Dankoviće
Dankoviće (en serbe cyrillique : Данковиће) est un village de Serbie situé dans la municipalité de Kuršumlija, district de Toplica. Au recensement de 2011, il comptait 175 habitants.

## Démographie
| 1948 | 1953 | 1961 | 1971 | 1981 | 1991 | 2002 | 2011 |
| ---- | ---- | ---- | ---- | ---- | ---- | ---- | ---- |
| 794  | 816  | 682  | 540  | 345  | 265  | 232  | 175  |

|  |